# Servili Prisc
Els Servili Prisc (llatí: Servilii Prisci) foren una antiga família de la gens Servília. Els Servili Prisc van exercir les més altes magistratures de l'estat als primers temps de la república. Alguns també portaren el cognomen d'Estructe, que els Fasti afegeixen sempre al seu nom, fins que va ser substituït pel de Fidenat, obtingut per Quint Servili Prisc Estructe per la conquesta de Fidenes quan era dictador l'any 435 aC, i que suposadament va transmetre als seus descendents. No és clara la relació que tenien entre ells.
Els membres més destacats van ser:
- Publi Servili Prisc Estructe, cònsol l'any 495 aC.
- Quint Servili Prisc Estructe, magister equitum el 494 aC
- Quint Servili Estructe Prisc, cònsol el 468 aC.
- Publi Servili Prisc, cònsol el 463 aC.
- Quint Servili Prisc Fidenat, dictador el 435 aC i el 418 aC.

A més, Smith també dona el cognomen de Prisc a:
- Espuri Servili Estructe, cònsol l'any 476 aC.
- Quint Servili Fidenat, sis vegades tribú amb potestat consular entre el 402 aC i el 386 aC.
- Quint Servili Fidenat, tribú amb potestat consular tres vegades entre el 382 aC i el 369 aC.